# ده‌فریسکه مارن
ده‌فریسکه مارن (به هلندی: De Friese Meren) یک شهرستان در هلند است که در فریسلاند واقع شده‌است. ده‌فریسکه مارن ۲ متر بالاتر از سطح دریا واقع شده‌است.